# Lymnas erythra
Lymnas erythra är en fjärilsart som beskrevs av Ménétriés 1855. Lymnas erythra ingår i släktet Lymnas och familjen Riodinidae. Inga underarter finns listade i Catalogue of Life.